# 요구사항
요구사항(要求事項, 영어: Requirement)이란 시스템 개발 분야에서 어떤 과제를 수행하기 위하여 필요한 조건이나 능력을 말한다. 시스템 개발 및 운영 시 발주자가 특정 과제를 수행하는데 필요한 조건과 능력을 체계적으로 정리하여 요구사항 번호를 붙여서 제안요청서를 작성하고, 제안자가 해당 요구사항에 맞춰 제안서를 작성한다.
| 번호 | 코드 | 영문                                   | 요구사항명        | 내 용 |
| ---- | ---- | -------------------------------------- | ----------------- | --- |
| 1    | FUR  | Function Requirement                   | 기능              | 기능 요구사항 |
| 2    | SFR  | System Function Requirement            | 시스템 기능       | 소프트웨어 기능 등 시스템 개발에 필요한 요구사항 |
| 3    | PER  | Performance Requirement                | 시스템 성능       | 다수의 사용자들이 사용 중에 발생될 수 있는 성능 저하 현상을 향상시킬 수 있는 방안                                                                                 |
| 4    | INR  | Interface Requirement                  | 인터페이스        | 사용자 인터페이스의 구현과 웹 접근성 고려 방안 |
| 5    | SIR  | System Interface Requirement           | 시스템 인터페이스 | 시스템 인터페이스의 구현 방안 |
| 6    | TER  | Test Requirement                       | 테스트            | 테스트 방법 및 결과 처리 방안 |
| 7    | MAR  | Maintenance Requirement                | 유지보수          | 시스템의 안정적 운영을 위해 필요한 기술 |
| 8    | OPR  | Operational Requirement                | 운영관리          | 시스템의 원활한 운영 및 관리를 지원하고, 문제 발생 시 신속한 해결을 위해 효율적인 유지관리 운영인력 체계와 관리방안                                               |
| 9    | SMR  | System Management Requirement          | 시스템 운영       | 시스템의 원활한 운영 및 관리에 필요한 요구사항 |
| 10   | MHR  | Maintenance Human Resource Requirement | 투입인력          | 목표시스템의 정상 운영을 위한 조직 및 인력투입 방안 |
| 11   | SER  | Security Requirement                   | 기밀보안          | 정보자산의 기밀성과 무결성을 위해 목표시스템의 데이터 및 기능, 운영 접근을 통제하기 위한 요건                                                                     |
| 12   | QUR  | Quality Requirement                    | 품질관리          | 목표시스템이 가져야 하는 품질 항목, 품질 평가 대상 및 목표값에 대한 요구사항                                                                                      |
| 13   | COR  | Constraint Requirement                 | 제약사항          | 목표시스템 설계, 구축, 운영과 관련하여 사전에 파악된 기술, 표준, 업무, 법, 제도 등의 제약조건                                                                     |
| 14   | PMR  | Project Management Requirement         | 사업관리          | 시스템의 원활한 수행을 위한 사업관리 방법론 및 추진 단계별 수행 방안에 대한 요구사항. 사업을 수행하기 위한 계약방식과 조건, 프로젝트 추진 기간 등에 대한 요구사항 |
| 15   | PSR  | Project Support Requirement            | 사업지원          | 프로젝트 수행 및 향후 지원을 위해 필요한 요구사항. 표준화, 교육지원, 기술지원, 하자보수, 유지보수, 프로젝트 팀원 요구사항 등                                      |

## 같이 보기
- 요구사항 관리
- 요구사항 분석
- 제안요청서